# Jane Delano
Jane Arminda Delano (n. 13 martie 1862, Montour Falls⁠(d), Comitatul Schuyler, New York, New York, SUA – d. 15 aprilie 1919, Savenay, Pays de la Loire, Franța) a fost asistentă și fondatoare a Serviciului de Asistență Medicală al Crucii Roșii Americane.

## Viața personală
Urmașă a unuia dintre primii coloniști americani, Philippe de la Noye (Delano) (1602–1681), Jane Delano a urmat cursurile la Cook Academy, o școală baptistă cu internat  din orașul ei natal, iar apoi a studiat pentru a deveni asistentă medicală la Bellevue Hospital School of Nursing din New York City, școală pe care a absolvit-o în 1886.

## Viață profesională
Delano a început să lucreze în 1888  în Jacksonville, Florida, la un spital din care trata victimele epidemei de febră galbenă. Acolo, ea a demonstrat abilitățile superioare la nivel de execuție și administrație și a dezvoltat proceduri inovatoare de îngrijire pentru pacienții aflați în grija ei. Părăsind Florida, Jane Delano a petrecut apoi trei ani îngrijind pacienți cu febră tifoidă la o mină de cupru din Bisbee, Arizona. Apoi a acceptat o poziție ca Șefă a Asistentelor la Spitalul Universitar din Philadelphia, Pennsylvania.

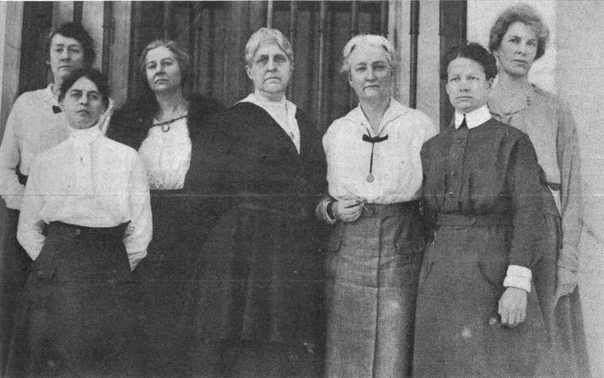
Directorii executivi ai Departamentului Asistentelor de la Crucea Roșie Americană (1918). Delano este în centru.

În 1898, în timpul războiului hispano-american, Jane Delano a devenit membră a Crucii Roșii Americane din New York și s-a ocupat de înscrierea asistentelor. În 1902 s-a întors la Spitalul Bellevue din New York City ca director al Școlii de Formare pentru Asistente, loc în care a rămas până în 1909, când a fost numită coordonatoare a Corpului de Asistente al Armatei Statelor Unite . În acest timp, contribuțiile ei neprețuite la profesia ei au dus la desemnarea ei președinte al Asociației Asistentelor Americane și președinte al Comitetului Național al Serviciului de Asistente al Crucii Roșii.
O promotoare puternică a profesiei moderne de asistentă medicală, Delano a creat aproape de una singură Asistența Medicală a Crucii Roșii Americane, când a unit activitatea Asociației Asistentelor Asistentelor Americane, a Corpului Asistentelor Armatei și a Crucii Roșii Americane. Prin eforturile ei, au fost organizate echipe de intervenție în caz de urgență pentru asistență în caz de dezastre și peste 8.000 de asistente medicale înregistrate au fost instruite și pregătite pentru serviciu înainte ca Statele Unite să intre în Primul Război Mondial. În timpul războiului, peste 20.000 dintre asistentele ei au jucat roluri vitale în armata Statelor Unite. Pentru contribuțiile ei în timpul războiului i-a fost distinsă de către secretarul armatei Medalia Servicii Deosebite.

## Moarte

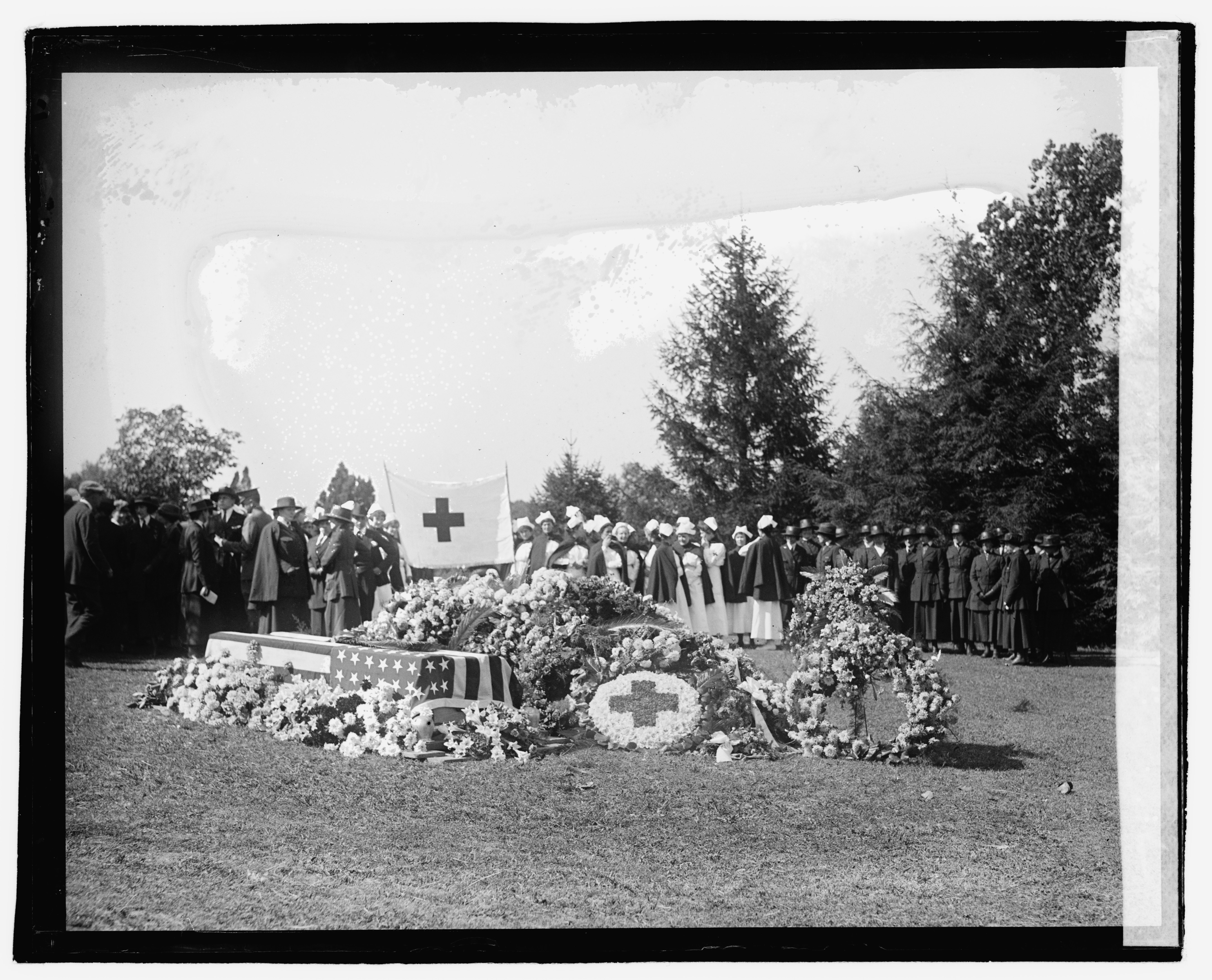
Reînhumarea lui Delano, 1920, Cimitirul Național Arlington

Jane Delano a murit în Franța în timp ce se afla într-o misiune a Crucii Roșii, la Spitalul de bază nr. 8 din Savenay din Loire-Inferieure și a fost înmormântată într-un cimitir din Valea Loarei. După moartea ei din 1919, rămășițele ei au fost aduse înapoi în Statele Unite de către Corpul de cartier al armatei și reînhumate la Cimitirul Național Arlington. În vârful dealului din cimitir, cu vedere spre zona în care sunt îngropate asistentele medicale, se află un monument memorial din bronz al lui Jane Delano. Momentul este dedicat și celor 296 de asistente care și-au pierdut viața în timpul Primului Război Mondial. Slujbele funerare militare, înainte de înmormântare, au avut loc sâmbătă, 18 septembrie 1920. La înmormântare au participat un număr de reprezentanți ai Crucii Roșii Americane, ofițeri din Armată ai Corpului Medical al Armatei și o delegație de asistente în uniformă. Un detașament de trupe ale armatei și o trupă militară din Fort Myers au escortat sicriul până la mormântul din Cimitirul Arlington.
Delano a fost onorata de multe ori pentru munca ei în ajutorul oamenilor. La Spitalul Schuyler County din Dix, New York există un Memorial Jane Delano cu o expoziție de obiecte personale, inclusiv o serie de premii și medalii ei. În 1990, Comitetul Național de Asistență Medicală al SUA  a format Societatea Jane Delano pentru a asigura implicarea activă a asistentelor medicale la toate nivelurile Crucii Roșii și pentru a păstra artefactele care documentează istoria asistenței medicale a Crucii Roșii.

## Lucrări publicate
- Delano, Jane A.; Isabel McIsaac (1913). American Red Cross Textbook on Elementary Hygiene and Home. Philadelphia: P. Blakiston's Son & Co.